# World Family of Radio Maria

Logo di Radio Maria nel mondo

Radio Maria Italia appartiene al network "Radio Maria", facente parte della World Family of Radio Maria. Ecco l'elenco delle nazioni in cui è presente:

## Stazioni radio in Europa
| Stato                | Lingua                    | Emittente radiofonica           | Nascita           | Sito Internet                                                                      |
| -------------------- | ------------------------- | ------------------------------- | ----------------- | ---------------------------------------------------------------------------------- |
| Albania              | albanese                  | Radio Maria Albania             | 3 luglio 2003     | https://www.radiomaria.al/                                                         |
| Armenia              | armeno                    | Radio Maria Armenia             | 5 dicembre 2011   | http://www.radiomariam.am/                                                         |
| Austria              | tedesco                   | Radio Maria Austria             | 12 settembre 1998 | http://www.radiomaria.at/                                                          |
| Belgio               | olandese                  | Radio Maria Belgio              | 18 aprile 2011    | http://www.radiomaria.be/                                                          |
| Bielorussia          | russo                     | Radio Maria Bielorussia         | 1º novembre 2016  | http://www.radiomaria.by/                                                          |
| Bosnia ed Erzegovina | bosniaco                  | Radio Maria Bosnia e Erzegovina | 8 dicembre 2010   | http://www.radiomarija.ba/                                                         |
| Croazia              | croato                    | Radio Maria Croazia             | 22 febbraio 1997  | http://www.radiomarija.hr/                                                         |
| Francia              | francese                  | Radio Maria Francia             | 7 maggio 1998     | http://www.radiomaria.fr/                                                          |
| Germania             | tedesco                   | Radio Horeb                     | 8 dicembre 1996   | http://www.horeb.org/                                                              |
| Irlanda              | inglese                   | Radio Maria Ireland             | 13 maggio 2015    | http://www.radiomaria.ie/                                                          |
| Italia               | italiano                  | Radio Maria                     | 12 gennaio 1987   | http://www.radiomaria.it/                                                          |
| Italia               | tedesco                   | Radio Maria Südtirol            | 16 luglio 1997    | http://www.radiomaria.bz.it/                                                       |
| Kosovo               | albanese                  | Radio Maria Kosovo              | 29 gennaio 2013   | http://www.radiomariakosove.org/                                                   |
| Lettonia             | lettone                   | Radio Maria Lettonia            | 8 dicembre 2015   | http://www.radiomaria.lv/                                                          |
| Lussemburgo          | francese                  | Radio Maria Lussemburgo         |                   |                                                                                    |
| Lituania             | lituano                   | Radio Maria Lituania            | 30 agosto 2004    | http://www.marijosradijas.lt/                                                      |
| Macedonia del Nord   | macedone                  | Radio Maria Macedonia           | 8 dicembre 2014   | http://www.radiomaria.mk/                                                          |
| Malta                | maltese                   | Radio Maria Malta               | 31 maggio 1995    | http://www.radjumarija.org/                                                        |
| Paesi Bassi          | olandese                  | Radio Maria Paesi Bassi         | 2 febbraio 2008   | http://www.radiomaria.nl/                                                          |
| Portogallo           | portoghese                | Radio Maria Portogallo          | 13 maggio 2021    | http://www.radiomaria.pt/                                                          |
| Regno Unito          | inglese                   | Radio Maria Regno Unito         | 1 novembre 2019   | https://radiomariaengland.uk/                                                      |
| Romania              | romena                    | Radio Maria Romania             | 25 marzo 2006     | http://www.radiomaria.ro/                                                          |
| Romania              | ungherese                 | Radio Maria Erdély              | 25 marzo 2006     | http://www.mariaradio.ro/                                                          |
| Russia               | russo                     | Radio Maria Russia              | 12 aprile 1997    | http://www.radiomaria.ru/                                                          |
| Serbia               | serbo                     | Radio Maria Serbia              | 13 dicembre 2003  | http://www.radiomarija.rs/                                                         |
| Serbia               | ungherese                 | Radio Maria Serbia              | 13 dicembre 2003  | http://www.radiomarija.rs/                                                         |
| Slovacchia           | slovacco                  | Radio Maria Slovacchia          | 20 maggio 2012    | http://www.mariaradio.sk/                                                          |
| Slovacchia           | ungherese                 | Radio Maria Slovacchia          | 20 maggio 2012    | http://www.mariaradio.sk/                                                          |
| Spagna               | spagnolo                  | Radio Maria Spagna              | 24 gennaio 1998   | http://www.radiomaria.es/                                                          |
| Svizzera             | tedesco francese italiano | Radio Maria Svizzera            | 8 settembre 2010  | http://www.radiomaria.ch/ http://www.radiomaria-sr.ch/ https://www.vocedimaria.ch/ |
| Ucraina              | ucraino                   | Radio Maria Ucraina             | 1º giugno 2010    | http://www.radiomaria.org.ua/                                                      |
| Ungheria             | ungherese                 | Radio Maria Ungheria            | 15 gennaio 2006   | http://www.mariaradio.hu/                                                          |

## Stazioni radio in Asia
| Stato       | Lingua        | Emittente radiofonica | Nascita          | Sito Internet                                                                   |
| ----------- | ------------- | --------------------- | ---------------- | ------------------------------------------------------------------------------- |
| Cina        | cantonese     | Radio Maria Macao     | 19 luglio 2015   | http://www.radiomaria.mo/                                                       |
| Cina        | cinese        | Radio Maria Cina      | 25 marzo 2021    | http://www.radiomaria.cn/                                                       |
| Cina        | mandarino     | Radio Maria Cina      |                  | https://voiceofourmother.cn/                                                    |
| Filippine   | inglese       | Radio Maria Filippine | 11 febbraio 2002 | http://www.radiomaria.ph/ Archiviato il 23 luglio 2011 in Internet Archive.     |
| Giordania   | arabo         | Radio Maria Giordania |                  |                                                                                 |
| India       | inglese       | Radio Maria India     | 30 giugno 2013   | http://www.radiomaria.org.in/ Archiviato il 23 maggio 2019 in Internet Archive. |
| Indonesia   | indonesiano   | Radio Maria Indonesia | 8 dicembre 2008  | http://www.radiomaria.co.id/ Archiviato il 6 maggio 2015 in Internet Archive.   |
| Iraq        | aramaico      | Radio Maria Erbil     | 2016             | http://www.radiomariam.iq                                                       |
| Israele     | ebraico arabo | Radio Maria Nazareth  | 8 dicembre 2019  | https://www.radiomariam.org.il/                                                 |
| Paesi Arabi | arabo         | Radio Mariam          | 8 dicembre 2015  | http://www.radiomariam.org/ Archiviato il 13 ottobre 2017 in Internet Archive.  |
| Libano      | arabo         | Radio Maria Libano    |                  | https://www.radiomaria.org.lb/                                                  |
| Sri Lanka   | inglese       | Radio Maria Sri Lanka |                  |                                                                                 |

## Stazione radio in Oceania
| Nazione            | Lingua  | Emittente radiofonica          | Nascita         | Sito Internet                                                                     |
| ------------------ | ------- | ------------------------------ | --------------- | --------------------------------------------------------------------------------- |
| Papua Nuova Guinea | Inglese | Radio Maria Papua Nuova Guinea | 8 dicembre 2007 | http://www.radiomariapng.org/ Archiviato il 18 dicembre 2014 in Internet Archive. |
| Australia          | Inglese | Radio Maria Australia          | 1 novembre 2019 | https://www.radiomaria.org.au/                                                    |

## Stazioni radio in Africa
| Stato              | Lingua                       | Emittente radiofonica              | Nascita          | Sito Internet                                                                            |
| ------------------ | ---------------------------- | ---------------------------------- | ---------------- | ---------------------------------------------------------------------------------------- |
| Angola             | portoghese                   | Radio Maria Angola                 | 18 dicembre 2018 | https://www.radiomaria.co.ao/                                                            |
| Burkina Faso       | francese                     | Radio Maria Burkina Faso           | 12 dicembre 1993 | http://www.radiomariaburkinafaso.org/ Archiviato il 1º gennaio 2019 in Internet Archive. |
| Burundi            | francese                     | Radio Maria Burundi                | 17 aprile 2004   | http://www.radiomaria.bi/ Archiviato il 27 agosto 2019 in Internet Archive.              |
| Camerun            | francese                     | Association Radio Maria Cameroun   | 10 maggio 2011   | https://www.radiomaria.cm/                                                               |
| Capo Verde         | portoghese                   | Association Radio Maria Capo Verde |                  | https://radiomaria.cv/                                                                   |
| Costa d'Avorio     | francese                     | Radio Maria Costa d'Avorio         | 12 ottobre 2011  | http://www.radiomaria.ci/                                                                |
| Gabon              | francese                     | Radio Maria Gabon                  | 4 luglio 2009    | http://www.radiomariagabon.org Archiviato il 29 gennaio 2019 in Internet Archive.        |
| Guinea Equatoriale | spagnolo                     | Radio Maria Guinea Equatoriale     | 8 dicembre 2014  | http://www.radiomaria.gq                                                                 |
| Kenya              | inglese                      | Radio Maria Kenya                  | 19 agosto 2008   | http://www.radiomaria.co.ke Archiviato il 21 gennaio 2019 in Internet Archive.           |
| Lesotho            |                              | Radio Maria Lesotho                | dicembre 2017    | http://www.radiomaria.co.ls/                                                             |
| Liberia            | inglese                      | Radio Maria Liberia                | 8 dicembre 2016  | https://www.radiomaria.com.lr/ Archiviato il 14 aprile 2021 in Internet Archive.         |
| Madagascar         | francese                     | Radio Maria Madagascar             | 25 marzo 2015    | http://www.radiomaria.mg/ Archiviato il 5 luglio 2020 in Internet Archive.               |
| Malawi             | chicheŵa                     | Radio Maria Malawi                 | 24 agosto 1999   | http://www.radiomaria.mw/                                                                |
| Mozambico          | portoghese                   | Radio Maria Mozambico              | 2 giugno 1995    | http://www.radiomaria.org.mz/                                                            |
| Nigeria            | inglese                      | Radio Maria Nigeria                | 30 aprile 2022   | http://www.radiomaria.ng/                                                                |
| Rep. Centrafricana | francese                     | Radio Maria Beafrica               | 31 ottobre 2007  | http://www.radiomariacentrafrique.org/ Archiviato il 3 ottobre 2018 in Internet Archive. |
| Rep. del Congo     | francese                     | Radio Maria Congo                  | aprile 2006      | http://www.radiomaria.cg/ Archiviato il 16 settembre 2018 in Internet Archive.           |
| RD del Congo       | francese                     | Radio Maria RDC                    | 25 marzo 2009    | http://www.radiomaria.cd/                                                                |
| Guinea             | francese                     | Radio Voce della Pace              | 19 dicembre 2015 | http://www.radiomaria.cd/                                                                |
| Ruanda             | kinyarwanda francese inglese | Radio Maria Ruanda                 | 15 agosto 2004   | http://www.radiomaria.rw/                                                                |
| Sierra Leone       | inglese                      | Radio Maria Sierra Leone           | 1º gennaio 2004  | http://www.radiomaria.sl/                                                                |
| Tanzania           | inglese swahili              | Radio Maria Tanzania               | 26 aprile 1996   | http://www.radiomaria.co.tz/                                                             |
| Togo               | francese                     | Rádio Maria Togo                   | 19 marzo 1997    | http://www.radiomaria.tg/                                                                |
| Uganda             | inglese                      | Radio Maria Uganda                 | 1º maggio 1996   | http://www.radiomaria.ug/ Archiviato il 12 novembre 2018 in Internet Archive.            |
| Zambia             | inglese                      | Radio Maria Zambia                 | 21 giugno 1999   | http://www.radiomaria.co.zm/                                                             |

## Stazioni radio in America
| Stato           | Lingua                    | Emittente radiofonica                | Nascita           | Disponibilità                                                                    |
| --------------- | ------------------------- | ------------------------------------ | ----------------- | -------------------------------------------------------------------------------- |
| Argentina       | spagnolo                  | Radio María Argentina                | 8 dicembre 1996   | http://www.radiomaria.org.ar/                                                    |
| Bolivia         | spagnolo                  | Radio Maria Bolivia                  | 12 dicembre 1999  | http://www.radiomaria.org.bo/                                                    |
| Brasile         | portoghese                | Radio Maria Brasile                  | 13 maggio 2006    | http://www.radiomaria.net.br/                                                    |
| Canada          | francese inglese Italiano | Radio Maria Canada                   | 5 maggio 1995     | http://www.radiomaria.ca/                                                        |
| Cile            | spagnolo                  | Radio Maria Cile                     | 15 agosto 1996    | http://www.radiomaria.cl/                                                        |
| Colombia        | spagnolo                  | Radio Maria Colombia                 | 1º ottobre 1996   | http://www.radiomariacol.org/                                                    |
| Costa Rica      | spagnolo                  | Radio Maria Costa Rica               | 12 settembre 2004 | http://www.radiomaria.cr/ Archiviato il 14 agosto 2011 in Internet Archive.      |
| Rep. Dominicana | spagnolo                  | Radio Maria Repubblica Dominicana    | 19 marzo 2007     | https://www.radiomaria.org.do/                                                   |
| Ecuador         | spagnolo                  | Radio María Ecuador                  | 7 ottobre 1998    | http://www.radiomariaecuador.org/                                                |
| El Salvador     | spagnolo                  | Radio Maria El Salvador              | 15 settembre 2001 | http://www.radiomaria.org.sv/                                                    |
| Guatemala       | spagnolo                  | Radio Maria Guatemala                | 8 settembre 1997  | http://www.radiomaria.org.gt/                                                    |
| Honduras        | spagnolo                  | Radio Maria Honduras                 |                   | https://www.radiomaria.hn/                                                       |
| Messico         | spagnolo                  | Radio Maria Messico                  | 31 maggio 2003    | https://www.radiomaria.mx/                                                       |
| Nicaragua       | spagnolo                  | Radio Maria Nicaragua                | 4 settembre 2001  | http://www.radiomaria.org.ni/                                                    |
| Panama          | spagnolo                  | Radio Maria Panama                   | 5 agosto 1998     | https://radiomaria.pa/                                                           |
| Paraguay        | spagnolo                  | Radio Maria Paraguay                 | 12 dicembre 2002  | http://www.radiomaria.org.py/                                                    |
| Perù            | spagnolo                  | Radio Maria Perú                     | 13 maggio 1995    | http://www.radiomariaperu.org/                                                   |
| Porto Rico      | spagnolo                  | Radio Maria Puerto Rico              |                   | https://www.radiomariapr.org                                                     |
| Uruguay         | spagnolo                  | Radio Maria Uruguay                  | 31 maggio 2005    | http://www.radiomaria.org.uy/                                                    |
| Stati Uniti     | inglese                   | Radio Maria Stati Uniti (Alexandria) | 25 maggio 2000    | https://www.radiomaria.us/                                                       |
| Stati Uniti     | italiano                  | Radio Maria Stati Uniti              |                   | https://friendsofradiomaria.org/                                                 |
| Stati Uniti     | spagnolo                  | Radio Maria Stati Uniti              |                   | https://www.radiomariasp.org/                                                    |
| Venezuela       | spagnolo                  | Radio Maria Venezuela                | 1º novembre 2004  | http://www.radiomaria.org.ve/ Archiviato il 15 gennaio 2019 in Internet Archive. |

## LaMariatona
Ogni anno, a partire dal novembre del 2004, si celebrano le "due giorni di Radio Maria", un evento che prevede il collegamento di tutte le Radio Maria appartenenti alla famiglia mondiale per alcuni momenti di preghiera e di condivisione. Si tratta di un evento di grande impatto, dal momento che in queste occasioni vengono collegate in diretta oltre 45 emittenti sparse in tutto il mondo.
A partire dal 2013 l'evento è stato chiamato "Mariatona" e l'iniziativa ha ricevuto la benedizione di Papa Francesco.